# Heroldo de Esperanto
Heroldo de Esperanto, connue de sa création à la fin de 1924 comme Esperanto Triumfonta, est une revue en espéranto dont la parution a débuté en 1920 en Allemagne.

## Histoire
Heroldo de Esperanto parait pour la première fois en avril 1920 sous le nom « Esperanto Triumfonta », à l’initiative de Teo Jung. En 1925, elle change de nom et prend son nom actuel : « Heroldo de Esperanto ».

## Lectorat
Le 20 novembre 1920, le revue possède environ 500 abonnés. Ce nombre fluctue ensuite entre 1800 et 2900 abonnés, entre 1922 et 1930.
| 20 novembre 1920 | 3 septembre 1922 | Fin 1924 | Automne 1928 | 1 janvier 1929 | Avril 1930 |
| ---------------- | ---------------- | -------- | ------------ | -------------- | ---------- |
| Env. 500         | 2900             | 2500     | 1800         | Plus de 2000   | Env. 2600  |